# أليكس بوكانان
أليكس بوكانان (بالإنجليزية: Alex Buchanan) هو سياسي أسترالي، ولد في 4 أكتوبر 1905 في ملبورن في أستراليا، وتوفي في 10 سبتمبر 1985. حزبياً، نشط في الحزب الليبرالي الأسترالي. وقد انتخب عضو مجلس النواب الأسترالي عن دائرة Division of McMillan ‏ (10 ديسمبر 1955 – 2 ديسمبر 1972).